# In the Lost Lands
In the Lost Lands é um filme épico de fantasia sombria de 2025 dirigido por Paul W. S. Anderson, com roteiro de Constantin Werner a partir de uma história que ambos co-escreveram. Baseado no conto de mesmo nome de George RR Martin, o filme é estrelado por Milla Jovovich e Dave Bautista como uma bruxa e um caçador, respectivamente, que viajam para uma paisagem perigosa para encontrar um artefato para uma rainha.
In the Lost Lands foi lançado pela primeira vez na Austrália em 27 de fevereiro de 2025 e nos Estados Unidos em 7 de março de 2025, pela Vertical em territórios norte-americanos e pela Constantin Film Verleih na Alemanha.

## Trama
Um homem chamado Boyce se dirige diretamente ao espectador, alertando-o de que o que ele está prestes a ver não é um conto de fadas feliz. A Terra se tornou um deserto distópico e incivilizado chamado Terras Perdidas. Em uma sociedade governada por Overlord, a ordem é mantida à força pela Igreja. Gray Alys, uma bruxa, está sendo executada por enforcamento sob as ordens do Executor e seus seguidores da Igreja. Gray Alys usou seus poderes para enganar um homem e fazê-la escapar, mas o Executor o matou por isso. Uma mulher lidera um grupo de homens em busca de uma bruxa que escapou.
Boyce está sozinho e ileso nas Terras Perdidas, uma pessoa caminha por um túnel e prevê uma emboscada. Ele usa uma cobra de duas cabeças como arma antes de atirar nos inimigos restantes e continuar sua jornada. Gray Alys encontra refúgio com uma bruxa cega chamada Eveline Hall. A Rainha, esposa do Overlord e chefe da Overwatch, Jerais, a visitam. A Rainha Rhaenyra busca a ajuda de Alys Cinzenta, invocando um acordo preexistente de que Alys não pode recusar seus pedidos. A Rainha precisa de um lobisomem até a lua cheia da semana que vem. Gray Alys tem a tarefa de matar uma fera para que a Rainha possa roubar seu poder. Jerais sabota secretamente o empreendimento da Rainha, acreditando que seu fracasso é, em última análise, do melhor interesse dela. Gray Alys usa seus poderes para encontrar um metamorfo entrando em sua mente.
A Rainha odeia o Overlord doente, que está à beira da morte. Gray Alys procura seu antigo amante, Boyce, em um pub para pedir sua ajuda para encontrar um metamorfo. A criatura é conhecida como Sardor, que significa "Lobo Cinzento". O Enforcer está trabalhando com o Patriarca, que está secretamente conspirando para derrubar o Overlord e a Rainha, apesar de servir ao Overlord. O Patriarca ordena que o Executor e os acólitos capturem Gray Alys, extraiam uma confissão e então a executem.
Gray Alys e Boyce começaram sua expedição às Terras Perdidas. Boyce e o grupo encontram seus velhos amigos, Ross e Mara. Boyce e Mara fazem sexo antes de Boyce continuar seu relacionamento com Gray Alys. O Enforcer captura e tortura Ross e Mara, buscando informações sobre Gray Alys e Boyce. O grupo deveria ir para Skull River, mas eles assassinaram Ross e sequestraram Mara.
Boyce e seu amigo procuram Cyrus, mas descobrem que ele foi enforcado pela Igreja. Boyce e Gray Alys localizam o Enforcer e seus capangas, mas eles protegeram os olhos para bloquear os poderes de Gray Alys. O Executor mata Mara para atormentar Boyce ainda mais. Ele e Gray Alys são atacados por capangas, o que leva a um tiroteio e uma perseguição até um bonde aéreo, onde a maioria dos capangas é jogada para a morte. O Executor ordena o corte do cabo, mas Boyce salva Gray Alys de cair. O Executor atira em Boyce, mas Gray Alys usa seus poderes através de uma lente de atirador para salvá-lo e escapar.
Gray Alys e Boyce enfrentam monstros parecidos com árvores enquanto viajam. Presos em um anel de fogo para proteção, o grupo enfrenta um líder monstro que conhece Gray Alys e desaprova seu retorno. Ela usou magia de ilusão para fazer os monstros acreditarem que estavam pegando fogo. Ela avisa Boyce que é perigosa e indigna de confiança.
A Rainha mata o Overlord, revelando que está carregando o bebê de Boyce. O Patriarca anunciou a morte do Suserano, mas secretamente continua o assassinato da Rainha. A Enforcer está atacando Gray Alys em um trem com seus capangas. Ela escapa dos túneis e segue em direção ao fim dos trilhos quebrados do trem, que ficam no alto. Gray Alys sobrevive, resgatada por Boyce, mas The Enforcer e sua equipe morrem em um acidente de trem e explosão. Jerais mata o Patriarca para proteger a Rainha e então começa um caso com ela.
Sob a luz da lua cheia, Gray Alys e Boyce chegam ao Rio Skull. Boyce foi revelado como o metamorfo que personifica Sardor. Sob o luar, um homem se transforma em lobo. Gray Alys derrotou seu oponente usando garras de prata, deixando-o incapaz de continuar. Boyce voltou a ser humano, mas Gray Alys admite que sabia que ele era um metamorfo e o envenenou com prata. Gray Alys mata Boyce sob a luz da lua, esfola o corpo e depois enterra os restos mortais.
Gray Alys traz a pele de Boyce para a Rainha. Jerais afirma que Alys falhou com ele, mas a Rainha retruca que Alys deu a ele o que ele realmente desejava. A Rainha descobre que Boyce é um metamorfo. Enfurecida porque Jerais sabia disso, ela o mata. As Terras Perdidas estão em rebelião após a morte do Overlord e a queda da Igreja. A Rainha fugiu enquanto o pelo de Boyce queimava sob o sol, o túmulo da pessoa começou a tremer. Após ser ressuscitado, Boyce procura Gray Alys com a intenção de matá-la. Ela acreditava no retorno dele dos mortos tão fortemente quanto acreditava na rebelião que se aproximava. Boyce e Gray Alys se unem para sobreviver e caçar nas Terras Perdidas.

## Elenco
- Dave Bautista como Boyce
- Milla Jovovich como Gray Alys
- Arly Jover como Ash
- Amara Okereke como Melange
- Fraser James como Patriarch Johan
- Simon Lööf como Jerais
- Deirdre Mullins como Mara
- Sebastian Stankiewicz como Ross
- Jacek Dzisiewicz como "Overlord"
- Tue Lunding como "The Hammer"
- Ian Hanmore como The Stranger
- Eveline Hall como Old Homeless Woman
- Kamila Klamut como Midwife
- Caoilinn Springall como Young Girl
- Pawel Wysocki como The Gambler
- Jan Kowalewski como Young Monk
- Tomasz Cymerman como Outrider
- Nicolas Stone como Kane

## Produção

### Desenvolvimento
Em fevereiro de 2015, foi anunciado que Constantin Werner havia comprado os direitos de três contos de George R. R. Martin. "The Lonely Songs of Laren Dorr", "In the Lost Lands" e "Bitterblooms". Werner planejou adaptar todas as três histórias em um único filme com Milla Jovovich interpretando Gray Alys e Justin Chatwin interpretando Boyce. Esta versão do filme nunca foi concretizada e o projeto entrou no limbo.
Em 2021, o filme ressurgiu com Paul W. S. Anderson como diretor, marido de Jovovich que colaborou na série de filmes Resident Evil, The Three Musketeers (2011) e Monster Hunter (2020). Dave Bautista substituiu Chatwin como Boyce, enquanto Werner atuou como co-escritor e produtor. Segundo Werner, o filme estava planejado para começar a ser filmado no final de 2021 ou início de 2022, mas foi adiado para o final de 2022. Em uma entrevista de agosto de 2022 antes das filmagens, Anderson descreveu o filme como um "faroeste", dizendo:
No fundo, é muito um faroeste, pois tem toda a iconografia que alguém associaria a um faroeste. É ambientado em uma terra pós-apocalíptica, então, na superfície, não é um faroeste, mas no fundo é definitivamente um faroeste. Ele lida com muitos tropos, narrativas e imagens do faroeste, então estou muito animado para fazer isso.

### Filmagem
As filmagens principais começaram em 14 de novembro de 2022 no Alvernia Studios na Polônia. Fotografia concluída em fevereiro de 2023, após 46 dias.

### Efeitos visuais
Os efeitos visuais foram fornecidos pela Herne Hill Media, que já havia trabalhado nos filmes Resident Evil e Monster Hunter de Anderson.

### Pós-produção
Em fevereiro de 2023, RR Martin indicou no Twitter que as filmagens haviam sido concluídas na Polônia e estavam passando por uma extensa pós-produção.

## Lançamento
Em setembro de 2024, a Vertical adquiriu os direitos de distribuição do filme nos Estados Unidos. Em novembro de 2024, Martin revelou a data de lançamento do filme nos Estados Unidos como 28 de fevereiro de 2025. Em 8 de janeiro de 2025, o filme foi adiado para 7 de março do mesmo ano.
A data de lançamento alemã de In the Lost Lands foi inicialmente definida para 26 de setembro de 2024, antes de ser substituída na lista da Constantin Film por Megalopolis.

## Recepção

### Bilheteria
In The Lost Lands arrecadou US$ 1,9 milhão nos Estados Unidos e Canadá, e US$ 2,9 milhões em outros territórios, para um total mundial de US$ 4,7 milhões.
No fim de semana de estreia, o filme arrecadou US$ 1,1 milhões de 1.370 cinemas.

### Resposta crítica
No site agregador de resenhas Rotten Tomatoes, 25% das 57 avaliações dos críticos são positivas, com uma classificação média de 3,6/10. O consenso do site diz: "Desperdiçando o material de origem de George RR Martin em uma monstruosidade incompreensível, In the Lost Lands de Paul WS Anderson poderia usar seu próprio mapa para sair do deserto." O Metacritic, que usa uma média ponderada, atribuiu ao filme uma pontuação de 41 em 100, com base em 17 críticos, indicando avaliações "mistas ou médias".